# Cal·lip d'Atenes
Cal·lip d'Atenes (grec antic: Κάλλιππος, llatí: Callippus) fou un atleta que va prendre part en els Jocs Olímpics de l'any 332 aC.
Va subornar els seus competidors al pentatló per poder guanyar així el premi, però es va descobrir el frau i els jutges d'Elis van condemnar Cal·lip i els seus rivals a pagar una forta multa. Atenes s'ho va agafar com una qüestió nacional i va exigir que anul·lessin la demanda contra l'atleta. Quan la petició va ser denegada, els atenencs es van negar a pagar la multa i no van tornar als jocs fins que l'oracle de Delfos va dir a la ciutat d'Atenes que no els donaria cap oracle fins que paguessin els diners demanats. Finalment van pagar la multa i el seu import es va invertir a aixecar sis estàtues a Zeus, amb unes inscripcions que no afalagaven els atenencs.